# Macrothelypteris rammelooi
Macrothelypteris rammelooi är en kärrbräkenväxtart som beskrevs av Pichi-serm. Macrothelypteris rammelooi ingår i släktet Macrothelypteris och familjen Thelypteridaceae. Inga underarter finns listade.